# برناردو رييس
برناردو رييس (بالإسبانية: Bernardo Reyes)‏ هو عسكري وسياسي مكسيكي، ولد في 20 أغسطس 1849 في غوادالاخارا في المكسيك، وتوفي في 3 فبراير 1913 في مدينة مكسيكو في المكسيك. انتخب عضو مجلس النواب المكسيك.

## روابط خارجية
- برناردو رييس على موقع الموسوعة البريطانية (الإنجليزية)